# Nadiya Bychkova
Nadiya Bychkova (ukrajinsko: Надія Бичкова), (rojena 24. avgusta 1989) je ukrajinska plesalka standardnih in latinskoameriških plesov. S soplesalcem Miho Vodičarjem sta v letih 2014 in 2015 za Slovenijo osvojila naslov svetovnih prvakov, ter naslov evropskih prvakov za leto 2015 v 10. plesih.